# Patrick Connolly
Patrick James Connolly (* 25. Mai 1927 in Oldtown, County Dublin, Irland; † 7. Januar 2016 in Dalkey, County Dún Laoghaire-Rathdown, Irland) war ein irischer Barrister (Prozessanwalt) und für eine kurze Zeit 1982 Generalstaatsanwalt (Attorney General of Ireland).

## Leben
Nach dem Besuch des St. Joseph’s College studierte er Politik- und Rechtswissenschaften am University College Dublin mit dem Abschluss des Bachelor of Arts sowie am King’s Inns. 1949 wurde er zur Rechtsanwaltschaft zugelassen. Seinen Schwerpunkt setzte er in der Betreuung von Fällen betreffend Personenschäden, Verbraucherschutz und Mietrecht. Er gehörte zum Verteidigerteam 1970 unter anderem für Charles Haughey wegen seiner Verwicklung in Waffengeschäfte. Beide kannten sich aus Studienzeiten und waren nahezu gleichzeitig zur Rechtsanwaltschaft zugelassen worden. 1971 wurde Connolly Senior Counsel. Am 9. März 1982 ernannte ihn der Taoiseach Charles Haughey zum Attorney General of Ireland. 

### MacArthur-Zwischenfall im August 1982 (GUBU)
Am 13. August 1982 wurde in Connollys Haus Malcolm MacArthur wegen Mordes durch die Garda festgenommen. MacArthur war über die Lebensgefährtin mit Connolly bekannt. Connolly hatte keine Einwände, dass MacArthur in seiner Wohnung vorübergehend mit einzog. Kurz vor der Festnahme wurde er informiert, dass sich in seiner Wohnung ein Doppelmörder aufhielt. Connolly schloss den Gardaí die Wohnung auf, sodass die Festnahme erfolgen konnte. Connolly trat am 14. August 1982 in Kenntnis der Garda und auch des Taoiseach eine Reise nach New York City an. Dort wurde er von der Presse erwartet und ihm wurde Naivität unterstellt. Taoiseach Charles Haughey verlangte seine sofortige Rückkehr nach Dublin. Vom 15. auf den 16. August 1982 trat Connolly von seinem Amt zurück (der Rücktritt wurde am 17. August 1982 vom Staatspräsidenten akzeptiert). Haughey versuchte in einer Pressekonferenz zu seiner Eigenrettung zu erklären, dass es sich um eine grotesque situation bzw. unprecedented situation („beispiellose Situation“) bzw. um ein bizarre happening („bizarres Ereignis“) und eine unbelievable mischance („unglaublicher Zwischenfall“) handelte. Das Akronym GUBU wurde zu einem geflügelten Wort in Irland für politische Skandale.
Nach dem Rücktritt kehrte Connolly in seinen Stand als Prozessanwalt (barrister) zurück. Er hielt sich von allen öffentlichen Ämtern fern. 